# 达迈站
达迈站位於吉隆坡拿督克拉末路，是巴生谷格拉那再也线的其中一个高架轻快铁车站。本站属于格拉那再也（旧称布特拉轻快铁）第二阶段线路，于1999年6月1日开始运营。

## 车站概要
本站属于5 格拉那再也线第二阶段线路，于1999年6月1日开始运营，以布特拉轻快铁（PUTRA）的第二阶段线路和从布特拉终站（现鹅唛站）至占美清真寺站的12个车站同时开放（不包括南北花园站）。本站位于吉隆坡东部的甘榜拿督克拉末中心，沿着巴生河北岸和安邦－吉隆坡高架公路，面向北面的拿督克拉末路。该站以同属于甘榜拿督克拉末，但被巴生河隔开的，位于南边的达迈小区命名。该站也设有一座行人天桥通往南岸的达迈小区和以及拿督克拉末路北边的克拉末城市转型中心（UTC Keramat）。本站也是安邦購物中心站之后第一个高架车站，并以高架延伸至鹅唛站。

## 意外事件
2018年4月19日早晨，一名孕妇在达迈站等候列车时晕倒不小心掉落本站的轨道，而闭路电视拍摄的画面显示孕妇当时的状态不稳定，列车靠近本站月台时突然掉下轨道，所幸有“平台入侵紧急停止系统”发挥功能救了孕妇。同时5 格拉那再也线服务也紧急中断，消防局和救护车抵达后在7分钟成功救出孕妇，直到8时15分5 格拉那再也线服务才恢复正常。

## 服务时间
以下营运时间以官方网站为准。
| 星期一至六        | 星期日及公假 | 星期一至六 | 星期日及公假 | 星期一至六 | 星期日及公假 |       |
| 格拉那再也线      |              |            |              |            |              |       |
| KJ1 鹅唛站        | 06:00        | 06:00      | 23:50        | 23:50      | 00:00        | 23:25 |
| KJ37 布特拉高原站 | 06:00        | 06:00      | 23:50        | 23:50      | 00:21        | 00:21 |